# 菲利普·霍尔姆
菲利普·霍尔姆（瑞典語：Philip Holm，1991年12月8日—），瑞典男子冰球运动员，场上位置是后卫。他曾代表瑞典国家队参加2022年冬季奥林匹克运动会冰球比赛，获得第4名。